# Francis Godolphin, 2. hrabě Godolphin
Francis Godolphin, 2. hrabě Godolphin (Francis Godolphin, 2nd Earl Godolphin, 2nd Viscount Rialton, 2nd Baron Godolphin, 1st Baron Godolphin of Helston) (3. září 1678, Londýn, Anglie – 17. ledna 1766, Londýn, Anglie) byl britský politik a dvořan, syn prvního ministra Sidneye Godolphina a švagr prvního ministra hraběte Sunderlanda. Od mládí zastával řadu čestných funkcí, od roku 1712 jako dědic hraběcího titulu zasedal ve Sněmovně lordů. Po nástupu hannoverské dynastie se uplatnil ve vysokých úřadech u dvora a nakonec byl i členem vlády. Jeho manželkou byla Henrietta Churchillová, starší dcera a dědička významného vojevůdce vévody z Marlborough.

## Kariéra

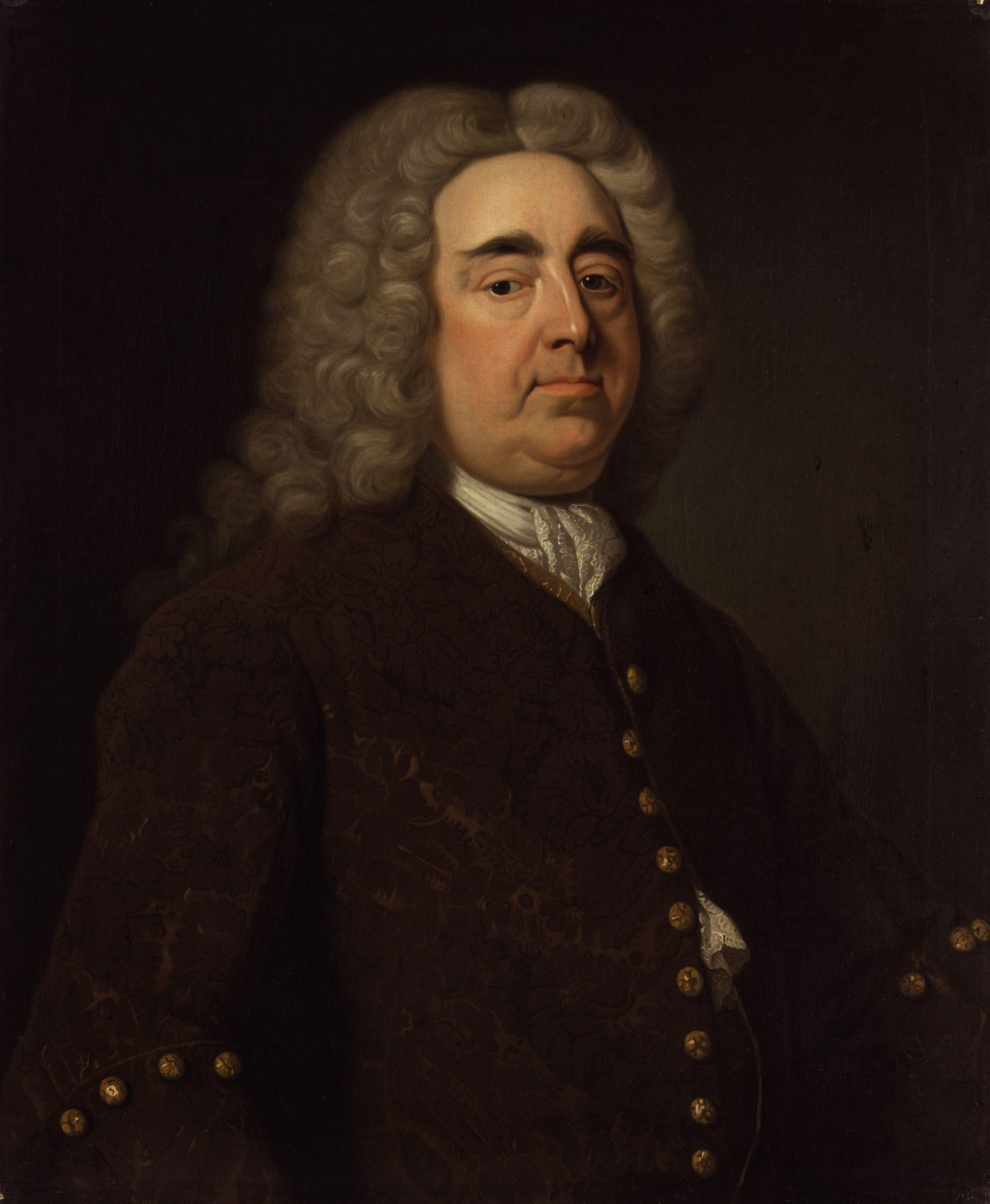
Hrabě Godolphin (Národní portrétní galerie (Londýn))

Pocházel ze starého šlechtického rodu z Cornwallu, byl jediným synem prvního ministra Sidneye Godolphina, matka Margaret, rozená Blagge (1652–1678), byla dvorní dámou královny Kateřiny a zemřela krátce po porodu. Studoval v Etonu a Cambridge, od mládí zastával nižší funkce u kancléřského soudu a na ministerstvu financí. V letech 1695–1698 a 1701–1712 byl členem Dolní sněmovny V letech 1702-1708 byl lordem komořím prince Jiřího Dánského, jako otcův dědic užíval od roku 1706 titul vikomta Rialtona. V letech 1704–1711 zastával u dvora funkci výplatčího rent dvorských úředníků (Cofferer of the Household). Zastával též řadu čestných funkcí v Cornwallu, kde byl v letech 1705–1708 nejvyšším hofmistrem.

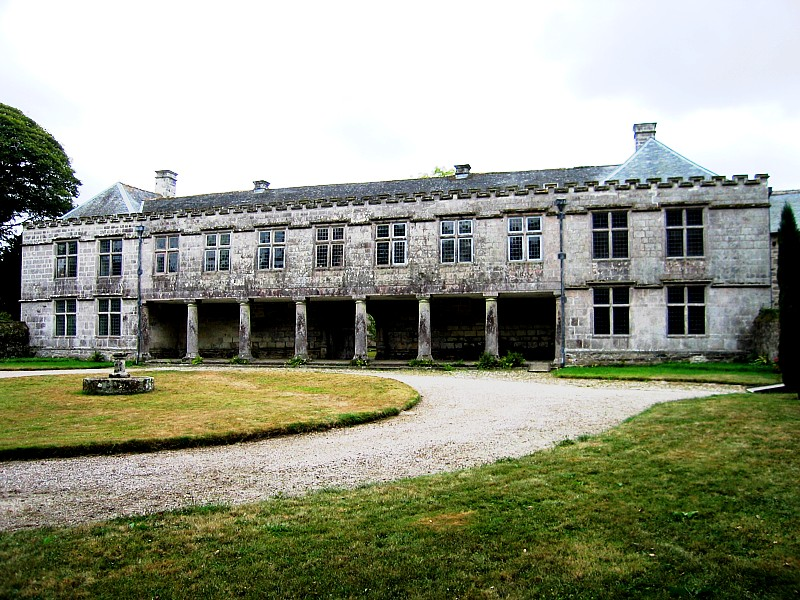
Zámek Godolphin House (Cornwall), hlavní rodové sídlo

Po nástupu toryů k moci v roce 1711 musel dočasně rezignovat na své postavení a vzdát se některých úřadů, v roce 1712 ale po otci zdědil titul hraběte a vstoupil do Sněmovny lordů. Znovu se uplatnil po nástupu hannoverské dynastie, vrátil se do úřadu výplatčího rent dvorských úředníků (1714–1723), stal se též lordem místodržitelem v hrabství Oxfordshire (1715–1735) a lordem komořím Jiřího I. (1716). V případě nepřítomnosti Jiřího I. v Anglii byl též členem místodržitelského sboru (1723, 1726 a 1727). V letech 1723–1735 zastával u dvora funkci prvního královského komorníka (Groom of the Stole) a od roku 1723 byl členem Tajné rady. Nakonec se stal členem vlády jako lord strážce tajné pečeti (1735–1740). Vládu musel opustit jako chráněnec svého zetě vévody z Newcastle, který se tehdy dostal do sporu s premiérem Walpolem. Mimo další čestné funkce byl v letech 1733–1766 guvernérem na Scillách. Po smrti jediného syna získal v roce 1735 nový titul barona Godolphina určený pro vzdálenější příbuzenstvo.

## Manželství a potomstvo

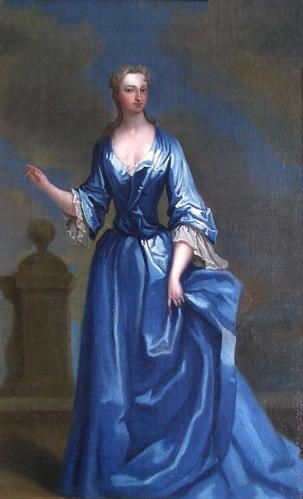
Henrietta Godolphin, 2. vévodkyně z Marlborough

V devatenácti letech se v roce 1698 oženil s Henriettou Churchillovou (1681–1733), starší dcerou vojevůdce vévody z Marlborough. Henrietta se po otci stala v roce 1722 vévodkyní z Marlborough a dědičkou zámku Blenheim Palace (Oxfordshire). Z jejich manželství pocházelo pět dětí, z nichž dvě zemřely v dětství:
- William Godolphin, markýz z Blandfordu, vikomt Rialton (1699–1731), poslanec Dolní sněmovny
- Henrietta Godolphin (1701–1776), manžel Thomas Pelham-Holles, 1. vévoda z Newcastle (1694–1768), britský premiér
- Mary Godolphin (1714/1723–1764), manžel Thomas Osborne, 4. vévoda z Leedsu (1713–1789)

Titul hraběte z Godolphinu zanikl Francisovým úmrtím, zatímco baronský titul z roku 1735 přešel na jeho bratrance Francise Godolphina (1706–1785), který byl předtím dlouholetým členem Dolní sněmovny (také za volební obvod Helston). Ten ale zemřel bez potomstva a znovu byl titul barona Godolphina obnoven až v roce 1832 pro Francise Osborna (1777–1850), mladšího syna ministra zahraničí 5. vévody z Leedsu. Rod vévodů z Leedsu po Godolphinech zdědil také jejich hlavní rodové sídlo Godolphin House (Cornwall) a čestný post guvernéra na Scillách, který si udrželi do roku 1831.
Titul vévody z Marlborough byl určen jako dědictví pro Francisova syna Williama (1699-1731), který však zemřel předčasně a bez potomstva. Po úmrtí jeho matky Henrietty převzali titul vévody a statky v Oxfordshire spříznění Spencerové (generál Charles Spencer, 3. vévoda z Marlborough (1706–1758).